# Mahmood Abdulrahman
Mahmood Abdulrahman (arabe : محمود عبد الرحمن) (né le 22 novembre 1984 à Muharraq à Bahreïn) est un joueur de football international bahreïni, qui évolue au poste de milieu de terrain.

## Biographie

### Carrière en sélection
Avec l'équipe de Bahreïn, il dispute 52 matchs (pour 10 buts inscrits) depuis 2006. Il figure notamment dans le groupe des sélectionnés lors des Coupe d'Asie des nations de 2007 et de 2011.